# Bogumił Kobiela
Bogumił Kobiela (31 de mayo de 1931-10 de julio de 1969) fue un actor de teatro y cine polaco. Es mejor conocido por sus actuaciones como Drewnowski en la película dramática Cenizas y diamantes de Andrzej Wajda de 1958 y como Jan Piszczyk en la película de comedia negra Mala suerte (1960) de Andrzej Munk.
Sufrió heridas graves en un accidente automovilístico el 2 de julio de 1969 en Buszkowo. Murió ocho días después en el hospital de Gdańsk.

## Filmografía seleccionada
Kobilea apareció entre otras en las siguientes películas:
- Szkice węglem (1957)
- Cenizas y diamantes (1958)
- Heroism (1958)
- Mala suerte (1960)
- Hasta mañana (1960)
- Zacne grzechy (1963)
- El manuscrito encontrado en Zaragoza (1965)
- Three Steps on Earth (1965)
- Małżeństwo z rozsądku (1966)
- Człowiek z M-3 (1968)
- Przekładaniec (1968)[5]
- La muñeca (1968)
- Everything for Sale (1969)
- Nowy (1969)
- Arriba las manos (1985, rodada en 1967)